# Сильвстедт, Виктория
Карен Виктория Сильвстедт (швед. Karen Victoria Silvstedt, род. 19 сентября 1974, Skellefteå Sankt Olov Parish, Вестерботтен) — шведская фотомодель, актриса

, певица и телеведущая.

## Биография
Виктория Сильвстедт родилась 19 сентября 1974 года недалеко от Шеллефтео.
Воспитывалась в семье из пяти человек в маленькой деревушке на севере Швеции. У Виктории есть старшая сестра и младший брат. В юности Виктория занималась спортом и до 16 лет входила в шведскую лыжную национальную сборную, пока не случилась травма плеча, повлёкшая за собой завершение карьеры спортсменки.

## Карьера
В 1993 году Виктория заняла второе место в конкурсе красоты «Мисс Швеция» и стала полуфиналисткой конкурса Мисс Мира 1993. Сильвстедт тогда подписала контракт с модельным агентством в Париже и начала работать с различными престижными домами моды, в том числе с Шанель, Кристиан Диор, Джорджио Армани и Givenchy. В ноябре 1996 года она появилась на обложке журнала Playboy, став Playmate месяца, а в 1997 году была выбрана Playmate года. С 1997 по 2003 год она многократно снималась для Playboy. Сильвстедт появляется в многочисленных глянцевых журналах, в том числе FHM, Glamour, GQ, Maxim, и Vanity Fair.
В 1999 году Сильвстедт выпустила музыкальный альбом Girl on the Run на лейбле EMI. В поддержку альбома вышли синглы «Hello Hey» и «Rocksteady Love», а сам альбом стал золотым в Швеции. Сильвстедт говорит, что она любит петь, но это всего лишь хобби, и что она не видит для себя возможности делать профессиональную музыкальную карьеру.
С 2006 года Сильвстедт работает в качестве ведущей телешоу «Колесо фортуны» (англ. Wheel of Fortune) во Франции (фр. La Roue de la fortune) и Италии (итал. La ruota della fortuna) — аналогах российского капитал-шоу «Поле чудес» — в связи с чем делит своё время между Парижем и Римом. Во время зимней Олимпиады 2010 года в Ванкувере вела на канале Eurosport программу Sport by Victoria, в которой оценивала виды спорта с точки зрения уровня фитнес-подготовки и «гламура».
В интервью журналу Stumped Сильвстедт рассказала, что свободно говорит на шведском, английском, французском и итальянском языках.

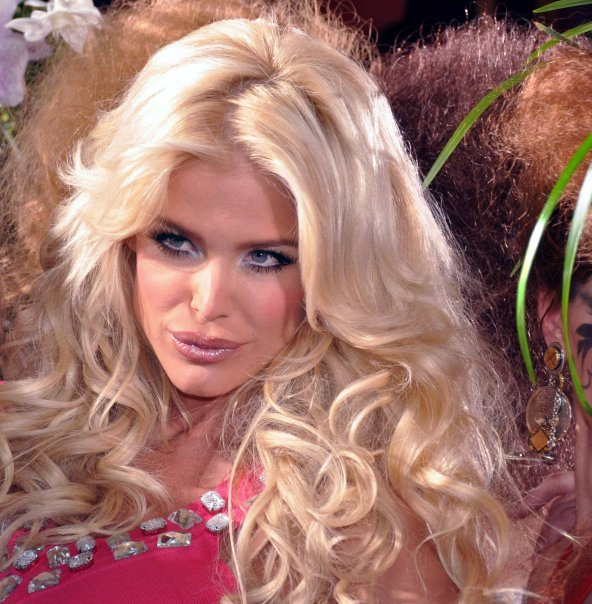
Виктория Сильвстедт на показе модной коллеккции Кристофа Джуилларме в 2008 году

## Фильмография
| Год       |   | Русское название                 | Оригинальное название              | Роль                     |
| --------- | - | -------------------------------- | ---------------------------------- | ------------------------ |
| 1997      | с |                                  | Oddville, MTV                      | девушка                  |
| 1998      | с | Захватывающий город греха        | Sin City Spectacular               | девушка                  |
| 1998      | ф | БЕЙСкетбол                       | BASEketball                        | камео                    |
| 1998      | ф | Пляжное кино                     | Beach Movie                        | Стефани                  |
| 1999      | с | Несчастливы вместе               | Unhappily Ever After               | Брэнди                   |
| 1999      | с | Малибу СА                        | Malibu, CA                         | Инга                     |
| 1999      | с | Мелроуз Плейс                    | Melrose Place                      | блондинка Ингрид         |
| 2000      | ф | Независимость                    | The Independent                    | Блоссом                  |
| 2000      | ф | Ivans XTC                        | Ivans XTC                          | Мелани                   |
| 2000      | ф | Снова голый                      | Naken                              | Розита                   |
| 2000—2001 | с | Сын пляжа                        | Son of the Beach                   | Ева Роммель              |
| 2001      | ф | Она сказала: Я люблю тебя        | Cruel Game                         | Ингрид                   |
| 2001      | ф | Отмороженные                     | Out Cold                           | Инга                     |
| 2002      | ф |                                  | Un maresciallo in gondola          | Ким Довак                |
| 2002      | ф | Морское приключение              | Boat Trip                          | Инга                     |
| 2002      | ф | Она сказала: Я люблю тебя        | Cruel Game                         | Ингрид                   |
| 2003      | ф | Последняя гонка                  | The Last Race                      | женщина-вамп             |
| 2003      | с |                                  | Ocean Ave                          | детектив Йоханна Марсден |
| 2003      | ф | Моя жизнь со звёздами и полосами | La mia vita a stelle e strisce     | Венди                    |
| 2007      | ф | Свадьба на Багамах               | Matrimonio alle Bahamas            | Патрисия                 |
| 2008      | ф | Лето у моря                      | Un'estate al mare                  | Эва                      |
| 2009      | ф | Маленькие каникулы в Кнок-ле-Зут | Petites vacances à Knokke-le-Zoute | Ингеборга                |
| 2009      | с |                                  | Bob Ghetto                         | женщина                  |
| 2010      | ф | Сердцеед                         | L'arnacoeur                        | женщина в кабриолете     |
| 2010      | ф | Просто на заметку                | Just for the Record                | Сара                     |
| 2012      | с |                                  | Sosie! Or Not sosie?               | Памела Бич               |
| 2013      | с |                                  | Nos chers voisins                  | Келли                    |

## Дискография
Альбомы
- 1999 — «Girl on the Run»

Синглы
- 1999 — «Hello Hey»
- 1999 — «Rocksteady Love» (feat. Turbo B.)
- 2000 — «Party Line»
- 2010 — «Saturday Night»
- 2025 — «Love It!»